# Glaslough
Glaslough (iriska: Glasloch) är en ort i republiken Irland.   Den ligger i grevskapet County Monaghan och provinsen Ulster, i den norra delen av landet, 120 km norr om huvudstaden Dublin. Glaslough ligger 48 meter över havet och antalet invånare är 348.
Terrängen runt Glaslough är platt.Runt Glaslough är det ganska glesbefolkat, med 32 invånare per kvadratkilometer. Närmaste större samhälle är Monaghan, 8,9 km sydväst om Glaslough. Trakten runt Glaslough består i huvudsak av gräsmarker.